# Контекст
Контекст (лат. contextus — тісний зв'язок, сплетення) — термін, який вживають у багатьох наукових дисциплінах, тому його точне значення залежить від галузі застосування.

## У мовознавстві
У мовознавстві — відрізок, частина тексту писемної чи усної мови з закінченою думкою, який дає змогу точно встановити значення окремого слова чи виразу, що входять до його складу.
У художньому творі естетичне навантаження кожного елемента тексту визначає близький контекст (фрази, епізоди, ситуації) та широкий контекст (твору, творчості письменника).
У ширшому значенні контекст — середовище, в якому існує об'єкт (наприклад, «Бібліотека і книга в контексті часу»). З формального погляду контекст є певною системою відліку, простором імен.
Контекстуальний (від фр. contextuel) — зумовлений контекстом (наприклад, Контекстуальні синоніми).

## В археології
В археології поняття контексту вживають у подібному значенні: взаємне розташування всіх речей і споруд у культурному шарі. Врахування контексту дозволяє зрозуміти особливості знахідок. Як стверджується в методичних рекомендаціях Харківського науково-методичного центру охорони культурної спадщини: «Неточна фіксація контексту тих або інших залишків може стати причиною їх віднесення не до того компоненту (шару), до якого вони належать насправді, і відповідно — до помилкового датування та інтерпретації. Навіть незначне зміщення місця знахідки в межах одного шару може призвести до неправильних наукових висновків».

## В обробці природної мови
При розпізнаванні значень слів значення слів виводяться з контексту, в якому вони зустрічаються.

## В інформатиці
В інформатиці, математичній лінгвістиці, розпізнаванні образів, теорії штучного інтелекту у статтях, див. також списки літератури:
- І. І. Завущак, Є. В. Буров. Методи опрацювання контексту в інтелектуальних системах [Архівовано 15 грудня 2019 у Wayback Machine.] // Вісник Національного університету «Львівська політехніка». Серія: Інформаційні системи та мережі. — Львів: Видавництво Львівської політехніки, № 872, 2017. — стор. 121—130 [Архівовано 11 жовтня 2020 у Wayback Machine.], список посилань 21 назва
- Patrick Brézillon. Context in Artificial Intelligence: I. A Survey of the Literature // Computer & Artificial Intelligence, vol. 18, no. 4, 1999. — pp. 321—340 [Архівовано 15 грудня 2019 у Wayback Machine.], 56 посилань
- Anind K. Dey. Understanding and Using Context // Personal and Ubiquitous Computing, vol. 5, № 1, 2001. — pp. 4-7 [Архівовано 25 жовтня 2019 у Wayback Machine.]